# تشارلز بينتون (مسير أعمال)
تشارلز بينتون (بالإنجليزية: Charles Benton)‏ هو مسير أعمال أمريكي، ولد في 13 فبراير 1931 في نيويورك في الولايات المتحدة، وتوفي في 29 أبريل 2015 في إيفانستون في الولايات المتحدة.